# 데드 사일런스
《데드 사일런스》(영어: Dead Silence)는 2007년 공개된 미국의 초자연 공포 영화이다. 제임스 완이 연출하고, 리 워넬이 각본을 썼으며, 라이언 퀀튼, 앰버 벌레타, 도니 월버그, 밥 건턴 등이 출연하였다.

## 줄거리
제이미 애션과 아내 리사는 누가 보냈는지 알 수 없는 복화술용 인형 "빌리"를 배송받는다. 제이미가 집을 비운 사이 리사가 살해되고 혀가 잘려나간다.
용의자로 체포됐다가 증거 부족으로 풀려난 제이미는 빌리가 담겨있던 박스가 고향 레이븐스페어의 복화술사 "메리 쇼"와 관련이 있음을 발견한다. 레이븐스페어로 돌아간 제이미는 휠체어 신세가 된 아버지 에드워드와 에드워드의 젊은 새 아내 엘라를 만난다. 
제이미는 과거 종조부뻘인 마이클 애션이 메리 쇼의 공연을 보던 중 입술이 움직이는 게 보인다고 외쳐 메리에게 공개적으로 망신을 주었다는 걸 알게 된다. 몇 주 뒤 마이클이 실종되자 애션가 사람들은 메리를 의심해 비명을 지르게 만든 다음 혀를 잘라버렸고, 이후 메리는 사망했지만 그 저주는 애션가 후손들에게 이어지고 있었는데... 

## 출연진
- 라이언 퀀튼 - 제이미 애션 역
- 앰버 벌레타 - 엘라 애션 역
- 도니 월버그 - 짐 립턴 형사 역
- 밥 건턴 - 에드워드 애션 역
- 마이클 페어먼 - 헨리 워커 역
  - 키어 길크리스트 - 어린 헨리 워커 역
- 로라 리건 - 리사 애션 역
- 주디스 로버츠 - 메리 쇼 역
- 드미트리 체포베츠키 - 리처드 워커 역
- 프레드 태터쇼어 - 광대 인형 역 (목소리)
- 줄리언 리칭스 - 보즈 역 (크레디트 미기재)

## 기타 제작진
- 배역: 바버라 피오렌티노, 리베카 맨지에리, 웬디 와이드먼
- 미술: 줄리 버그호프
- 의상: 데니즈 크로넌버그